# Fairfield (Texas)
Fairfield település az Amerikai Egyesült Államok Texas államában, Freestone megyében, melynek megyeszékhelye is. Lakosainak száma 2850 fő (2020. április 1.).

## Népesség
A település népességének változása:

| 2010 | 2 951 |
| 2020 | 2 850 |